# Lophoproctinus diversunguis
Lophoproctinus diversunguis är en mångfotingart som beskrevs av Filippo Silvestri 1949. Lophoproctinus diversunguis ingår i släktet Lophoproctinus och familjen Lophoproctidae. Inga underarter finns listade i Catalogue of Life.